# Nghệ thuật biểu diễn

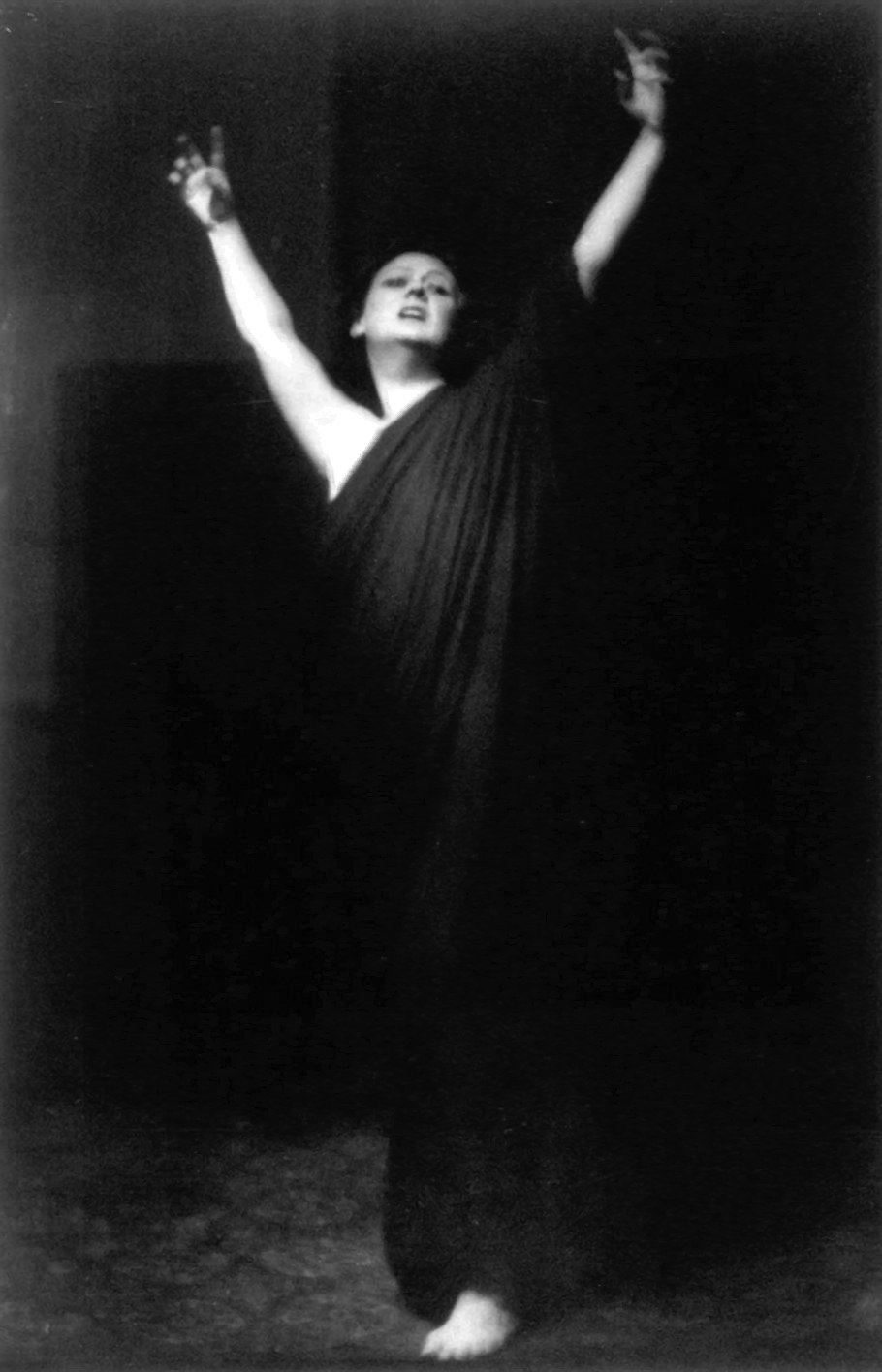
Isadora Duncan, một trong những người phát triển bộ môn múa tự do.

Nghệ thuật biểu diễn là những hình thức nghệ thuật sử dụng cơ thể, tiếng nói và sự có mặt của chính nghệ sĩ làm phương tiện trình diễn trước công chúng, ví dụ như âm nhạc, nhảy múa hay kịch. Hình thức nghệ thuật này khác với nghệ thuật thị giác sử dụng các vật liệu như đất sét, kim loại hoặc sơn có thể được đúc hoặc biến đổi để tạo ra một số đối tượng vật chất cho nghệ thuật. Thuật ngữ "nghệ thuật biểu diễn" đầu tiên xuất hiện trong tiếng Anh vào năm 1711.

## Nghệ sĩ
Các nghệ sĩ tham gia biểu diễn nghệ thuật trước khán giả được gọi là nghệ sĩ biểu diễn. Nó bao gồm các diễn viên, diễn viên hài, diễn viên múa, ảo thuật, nghệ sĩ xiếc, nhạc sĩ, và các ca sĩ. Nghệ thuật biểu diễn cũng được hỗ trợ bởi các nhân viên trong các lĩnh vực có liên quan, chẳng hạn như sáng tác, biên đạo múa và dựng kịch và họ truyền cảm hứng cho trẻ em và người lớn để thực hiện vì đó là những gì họ thích làm.
Người biểu diễn thường dùng trang phục và trang điểm, ánh sáng sân khấu và âm thanh để thích ứng với chương trình buổi trình diễn của họ.

## Phân loại
Nghệ thuật biểu diễn có thể bao gồm múa, nhạc, kịch, opera, nhạc kịch, ảo thuật, ảo tưởng, kịch câm, múa rối, nghệ thuật xiếc, ngâm thơ và nói trước công chúng.

### Âm nhạc
Thanh Nhạc, Lý luận âm nhạc, Sáng tác âm nhạc, Chỉ huy Dàn nhạc, Chỉ huy giao hưởng, Chỉ huy Hợp xướng, Chỉ huy âm nhạc, Nhạc dân tộc (biểu diễn nhạc dân tộc), Nhã nhạc, Đàn ca Huế, Nhạc cụ dân tộc, Nhạc cụ phương Tây, Biểu diễn âm nhạc.

### Sân khấu, điện ảnh, truyền hình
Lý luận phê bình điện ảnh; Công nghệ Điện ảnh truyền hình; Đạo diễn điện ảnh, sân khấu, truyền hình; Kĩ thuật sản xuất chương trình truyền hình; Biên kịch điện ảnh; Quay phim điện ảnh, truyền hình; Diễn xuất truyền hình; Diễn viên; Diễn viên kịch nói và điện ảnh; Diễn viên cải lương; Diễn viên Tuồng; Diễn viên chèo; Diễn viên Kịch Điện ảnh; Diễn viên sân khấu kịch hát; Kinh tế Kĩ thuật Điện ảnh.

### Múa
Biên đạo múa, huấn luyện múa, lý luận phê bình sân khấu múa, diễn viên múa, múa khiêu vũ.